# Mary Shannon
Mary Shannon (gift Wright-Shannon), född 12 februari 1944, är en f.d. engelsk bordtennisspelare och europamästare i dubbel och lag. 
Under sin karriär tog hon tre medaljer i bordtennis-VM, ett silver och två brons. Hon spelade sitt första VM 1963 och 1969, sju år senare sitt fjärde och sista. 
Hon spelade även i bordtennis-EM, där hon tog tio medaljer, tre guld, två silver och fem brons. 1962 och 1964 vann hon dubbeln i bordtennis-EM tillsammans med Diane Rowe. 

## Meriter
- Bordtennis VM
  - 1963 i Prag
    - 2:a plats dubbel (med Diane Rowe)
    - 5:e plats med det engelska laget

  - 1965 i Ljubljana
    - 3:e plats med det engelska laget

  - 1967 i Stockholm
    - Kvartsfinal singel
    - Kvartsfinal dubbel
    - 5:e plats med det engelska laget

  - 1969 i München
    - Kvartsfinal dubbel
    - 3:e plats mixed dubbel (med Denis Neale)
    - 9:e plats med det tyska laget

- Bordtennis EM
  - 1962 i Västberlin
    - Kvartsfinal singel
    - 1:a plats dubbel (med Diane Rowe)
    - 2:a plats med det engelska laget

  - 1964 i Malmö
    - 1:a plats dubbel (med Diane Rowe)
    - Kvartsfinal mixed dubbel
    - 1:a plats med det engelska laget

  - 1966 i London
    - Kvartsfinal singel
    - 3:e plats dubbel (med Diane Rowe)
    - 2:a plats mixed dubbel (med Chester Barnes)

  - 1968 i Lyon
    - 3:e plats singel
    - 3:e plats dubbel (med Karenza Mathews-Smith)
    - 3:e plats mixed dubbel (med Denis Neale)

  - 1970 i Moskva
    - Kvartsfinal singel
    - 3:e plats mixed dubbel (med Denis Neale)

- Internationella mästerskap
  - 1964 Tyskland – 2:a plats dubbel (med Diane Rowe)
  - 1965 Tyskland – 1:a plats dubbel (med Diane Rowe)
  - 1966 Tyskland – 1:a plats dubbel (med Diane Rowe)

- Engelska internationella mästerskapen
  - 1962 - 1:a plats dubbel (med Diane Rowe)
  - 1963 - 1:a plats dubbel (med Diane Rowe)
  - 1964 - 1:a plats dubbel (med Diane Rowe)
  - 1965 - 1:a plats dubbel (med Diane Rowe)